# Фарим
Фарим (порт. Farim) — город в северной части Республики Гвинеи-Бисау, административный центр округа Ойо. Расположен на реке Риу-Кашёу. Население города по данным на 2023 год составляет 9 200 человек, сектора Фарим — около 52 000 человек.

## География
Город Фарим является центром одноимённого сектора Фарим площадью в 1531,5 км², населённого преимущественно народностью мандинка со значительной долей фульбе.
Фарим находится в 115 километрах к северо-востоку от столицы страны, города Бисау, и в 220 километрах вверх по течению реки от города Кашеу. Располагается на северном берегу круглогодично судоходной в этой части течения реки Риу-Кашеу.
Город располагает удобным речным портом. Близ города также расположен аэропорт с кодом ICAO — GGFR.
Фарим административно делится на 23 квартала (Bairros).

## История
Фарим был основан в 1641 году бургомистром соседнего городка Кашеу. Его заселили португальские колонисты из другого гвинейского города, Гебу, так как местность вокруг Фарима была лучше приспособлена для обороны от нападений диких местных африканских племён. Название города происходит от титула «фарим», который носили в то время вожди проживавшей здесь народности мандинка. Собственно представители народностей мандинка и сонинке называли город «Табабодага» (Город белых). С 1696 года Фарим получил статус «гарнизонного города», то есть крепости. В 1897—1902 годы сектор Фарим служил армейской базой во время операций против восставших во внутренней части округа Ойо. Начиная с 1910 года замечен значительный рост экономики Фарима, с 1913 года он получает городской статус («вила»). С 1925 года город превращается в торговый центр, здесь селятся переселенцы из Сирии и Ливана, занимающиеся оптовой торговлей и вывозом на экспорт арахиса и древесины.
С началом освободительной войны местного населения против португальского господства в 1963 году здесь происходят интенсивные бои, приведшие к хозяйственной стагнации в Фариме и окружающей его местности. В 1965 году бойцами местной освободительной организации «PAIGC» в результате массовых расправ среди населения были убиты 20 человек и более 70 ранены. Впоследствии тогда погибшим был установлен памятник.

## Экономика
- Сельское хозяйство: выращивание кешью и арахиса (основные экспортные культуры).
- Рыболовство: ловля рыбы и речных крабов.
- Полезные ископаемые: месторождения фосфатов (разработка начата в 2021 году при поддержке международных инвесторов).
- Торговля: приграничная торговля с Сенегалом (текстиль, электроника).

## Города-партнёры
- Португалия Авейру, Португалия (с 1992)
- Португалия Сейшал, Португалия (с 2000)[1]

## Современное развитие
- С 2018 года реализуется проект модернизации речного порта при поддержке ЕС.
- В 2022 году открыт центр обработки кешью, создано 500 рабочих мест.

## Дополнения
- Фотографии (недоступная ссылка)
- Рынок в Фариме